# Proceratophrys cururu
Proceratophrys cururu es una especie de ránidos de la familia de los bufonidae. Es un sapo grande que mide aproximadamente 22 cm y pesa 1700 gramos. De apariencia torpe, su piel granulosa y fría exuda un veneno lechoso. Su nombre lo recibe del guaraní y quiere decir sapo. Su piel, es de singular belleza destaca sobre un fondo amarillento arabescos pardos, caprichosamente entrelazados, realizando dibujos sinuosos, mientras que el vientre es blanquecino con máculas oscuras. Habita desde Santa Fe y Entre Ríos en Argentina hasta el norte en Paraguay y en Brasil hasta Natal, Pernambuco y Ceará, y en el norte de Uruguay (departamento de Artigas). 
Está amenazada de extinción por la pérdida de su hábitat natural.